# Hoverwing
Die Hoverwing-Technologie entstand Ende der neunziger Jahre bei Fischer Flugmechanik zur Steigerung der Effizienz von Bodeneffektfahrzeugen in der Startphase. Sie war die Voraussetzung zum Bau größerer Fährfahrzeuge, die den Bodeneffekt ausnutzten.

## Ausgangslage
Mit dem zweisitzigen Sportbootfahrzeug Fischer Airfish AF-3 hatte Hanno Fischer Mitte der neunziger Jahre den Nachweis als effizientes und schnelles Fortbewegungsmittels für die Bodeneffektfahrzeuge erbracht. Diese Fahrzeuge hatten einerseits den Vorteil der höheren Geschwindigkeiten gegenüber konventionellen Schiffen, waren andererseits im Reisebetrieb durch Nutzung des Bodeneffekts erheblich kostengünstiger als konventionelle Luftfahrzeuge mit vergleichbaren Geschwindigkeiten. Ein Problem der Bodeneffektfahrzeuge war der hohe Energieaufwand, der erforderlich war, um das Fahrzeug in den Geschwindigkeitsbereich zu überführen, in dem der Bodeneffekt wirksam wird. Mit zunehmender Größe und zunehmendem Gewicht der Fahrzeuge wurde dieses Problem signifikant. Die Realisierung von 80- und mehrsitzigen Bodeneffektfahrzeugen auf Basis der rein auf dem Bodeneffekt basierenden Airfish-Technologie war nicht möglich.
Während Hanno Fischer und Klaus Matjasic die Anforderungen für den achtsitzigen Flightship FS-8 der australischen Flightshop Ground Effect Pty. noch mit der einfachen Airfish-Technologie erfüllen konnten, war zur Erfüllung der Spezifikation des vierzigsitzigen Flightship FS-40 eine Lösung dieses Problems erforderlich.

## Hoverwing-Technologie
Zur Lösung des Problems betrachteten Fischer und Matjasic konventionelle Luftkissenfahrzeuge, die bereits in den sechziger Jahre als Großfähren zum Einsatz kamen. Bei diesen Fahrzeugen wurde mittels eines Gebläses in einem umschürzten Bereich unterhalb des Rumpfs ein Luftkissen aufgebaut, auf dem der Rumpf getragen wurde. Prinzipiell konnten mit dem Luftkissen auch schwere Boote angehoben werden und mit Propellerkraft vorwärtsbewegt werden. Der Nachteil der Luftkissenfahrzeuge bestand allerdings in dem kontinuierlich hohen Energieaufwand zur Aufrechterhaltung des Luftkissens während des Reiseflugs.
Fischer und Matjasic kombinierten bei ihren künftigen Entwürfen diese Luftkissen-Technologie, um schwere Fahrzeuge zunächst aus dem Wasser anzuheben und in den Geschwindigkeitsbereich zu beschleunigen, in dem der Bodeneffekt wirksam wurde (Hover-Mode), mit der Bodeneffekt-Technologie, die den Luftkissenbetrieb bei Erreichen der notwendigen Geschwindigkeit ersetzte (Flare-Mode). Diese Kombination wurde von Fischer und Matjasic als Hoverwing-Technologie bezeichnet.
Das Grundprinzip eines Hoverwing-Fahrzeugs besteht aus einem Katamaran-Rumpf, zwischen dessen beiden Schwimmkörpern vorn und hinten absenkbare Schürzen, ähnlich wie bei konventionellen Luftkissenfahrzeugen, angebracht waren, mit denen Raum zwischen den beiden Rümpfen nach außen verschlossen werden konnte. Zum Aufbau des Luftkissens wurde ein Teil des Propeller-Luftstroms in diesen abgeschlossenen Raum zwischen den Rümpfen geleitet. Die Umleitung des Luftstroms war so dimensioniert, dass 80 % des Fahrzeugsgewichts bereits durch das statische Luftkissen im Stillstand getragen wurden.

## Versuchsträger HW2VT
Zur Erprobung der neuen Technologie entstand bei Fischer Flugmechanik ein zweisitziger Versuchsträger unter der Bezeichnung Fischer Hoverwing HW2VT, der zwischen 1997 und 2001 ausführlich getestet wurde. Bei den Versuchen zeigte sich, dass nur 7 % des Propeller-Luftstroms zum Aufbau des notwendigen Luftkissens erforderlich waren. Gegenüber einem reinen auf Bodeneffektnutzung ausgelegten Fahrzeug wie dem Airfish erfordert ein Hoverwing-Fahrzeug bis zu 45 % weniger Energie.

## Produktion und Vermarktung
Seit 2001 bietet Fischer Flugmechanik seine Bodenfahrzeug-Entwürfe unter der Bezeichnung Hoverwing an. Bei Fischer Flugmechanik entstanden in den vergangenen 15 Jahren zahlreiche Entwürfe für 20-, 50-, 80- und 120-sitzige Hoverwings, von denen aktuell folgende realisiert werden:
- Fischer Hoverwing HW2VT – zweisitziger Versuchsträger von 1999 zur Erprobung der Hoverwing-Technologie
- Fischer Hoverwing HW20 – zwanzigsitzige Schnellfähre von 2011 für PT AEGC in Indonesien
- Fischer Hoverwing HW50 – fünfzigsitzige Fähre von 2011 für Wingship Technologies (WSH500)
- Fischer Hoverwing HW80 – achtzigsitziges Fährboot, noch nicht gebaut

Inzwischen wird die Hoverwing-Technologie auch in Bodeneffekt-Fahrzeugen anderer Hersteller verwendet, z. B. durch Universal Hovercraft.